# 埃弗雷特·L·肖克
埃弗雷特·L·肖克是一位地球化学家和前實驗搖滾歌手，本科毕业于加利福尼亞大學聖塔克魯茲分校，博士毕业于加利福尼亞大學柏克萊分校，现为亞利桑那州立大學教授。